# Parque nacional Popran

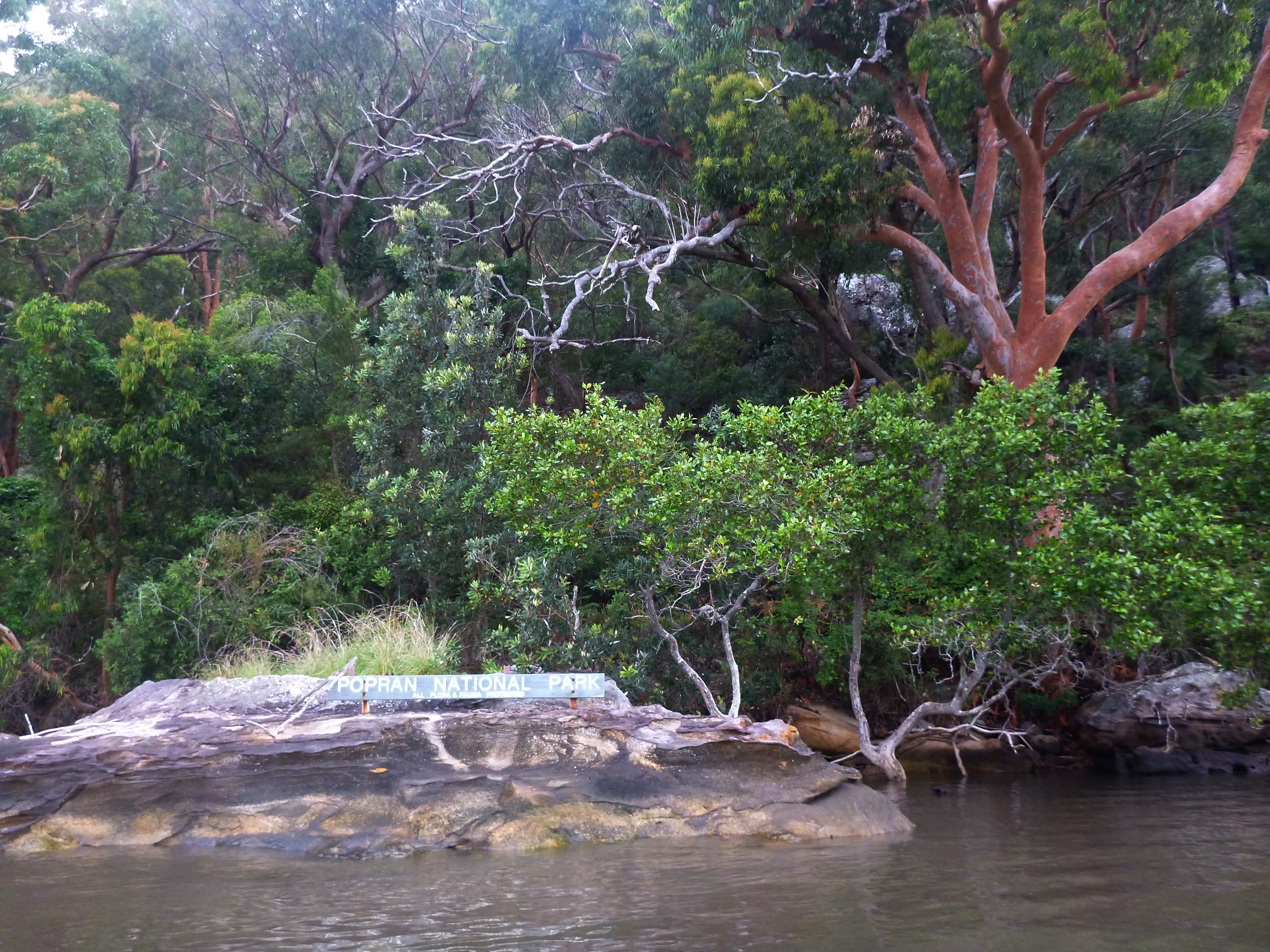
El río Hawkesbury

El Parque nacional Popran es un parque nacional en Nueva Gales del Sur (Australia), ubicado a 56 km al norte de Sídney.

## Ficha
- Área: 39,70 km²
- Coordenadas: 33°22′37″S 151°10′47″E / -33.37694, 151.17972
- Fecha de Creación: 30 de noviembre de 1994
- Administración: Servicio Para la Vida Salvaje y los Parques nacionales de Nueva Gales del Sur
- Categoría IUCN: II